# Actophilornis
Actophilornis är ett släkte i familjen jassanor inom ordningen vadarfåglar. Släktet omfattar två arter som båda förekommer i Afrika:
- Afrikansk jassana (A. africanus)
- Madagaskarjassana (A. albinucha)